# Scacco al re per Nero Wolfe
Scacco al re per Nero Wolfe (titolo originale Gambit) è il venticinquesimo romanzo giallo di Rex Stout con Nero Wolfe protagonista.

## Trama
Un esperto giocatore di scacchi, Paul Jerin, è avvelenato durante un torneo di esibizione tenuto in un esclusivo circolo scacchistico di Manhattan, e la polizia arresta Matthew Blount, il membro del club che ha servito alla vittima la cioccolata calda. Wolfe è assunto perché lo liberi dai sospetti, ma presto scoprirà che nessun altro aveva un movente o l'occasione di agire. Wolfe inizia a sospettare che l'omicidio di Jerin sia solo un mezzo per ottenere la condanna a morte di Blount, uno stratagemma simile al gambetto nel gioco degli scacchi in cui si sacrifica un pedone per ottenere un vantaggio strategico.

## Personaggi principali
- Nero Wolfe: investigatore privato
- Archie Goodwin: suo assistente
- Saul Panzer, Fred Durkin e Orrie Cather: investigatori privati
- Lon Cohen: giornalista della Gazette
- Matthew Blount: uomo in pericolo
- Sally Blount: figlia di Matthew
- Anna Blount: moglie di Matthew
- Victor Avery: medico
- Charles W. Yerkes, Morton Farrow, Ernst Hausman, Daniel Kalmus: i quattro messaggeri
- Cramer: ispettore della Squadra Omicidi
- Purley Stebbins: sergente della Squadra Omicidi

## Critica
"C'è più detection in questa storia che in qualsiasi altra del tipo "rimugina e interroga"; qui vediamo veramente le rotelle del cervello di N.W. che girano. Per di più, Archie è in forma eccellente e, anche se un torneo di scacchi è un elemento della storia, il gioco stesso non lo è. La scena grandiosa è quella nella quale Nero legge e brucia le pagine del dizionario Webster, terza edizione."
"È un romanzo fuori dal comune quello che inizia con un personaggio principale che brucia un dizionario, ma questa è l'apertura di Gambit [...] Ma prima di menzionare la trama, che dire del dizionario che viene bruciato per intero nel caminetto della stanza sul davanti? Il libro grosso e costoso è il Webster's New International Dictionary, Unabridged: la famigerata terza edizione, che era nuova quando il romanzo apparve. Gli amanti del linguaggio interessati alla "guerra dei dizionari" sapranno della reazione contro la Merriam-Webster per quello che venne percepito come un tradimento degli standard fissati dall'affidabile seconda edizione (1934) con la prolissa e permissiva terza edizione (1961). [...] La reazione di Wolfe alla terza edizione permette a Stout una bella illustrazione sia dell'eccentricità sia dell'integrità del suo grande detective. In effetti, io simpatizzo con Wolfe riguardo a quel dizionario.[...]

Anche se la trama scende sotto la media della serie di Nero Wolfe in complessità, ci sono esempi in abbondanza dello spirito caratteristico della serie, e c'è anche qualcosa riguardo agli scacchi."

## Opere derivate
- Sfida al cioccolato, episodio della serie televisiva prodotta dalla RAI nel 1969.
- Scacco al re, episodio della serie televisiva prodotta dalla RAI nel 2012.

## Edizioni
- Rex Stout, Scacco al re per Nero Wolfe, traduzione di Laura Grimaldi, collana I Classici del Giallo (n. 346), Arnoldo Mondadori Editore, 1980,  p. 174.
- Rex Stout, Scacco al re per Nero Wolfe, collana Il Giallo Mondadori n.756, Arnoldo Mondadori Editore, 1963.